# Burleska

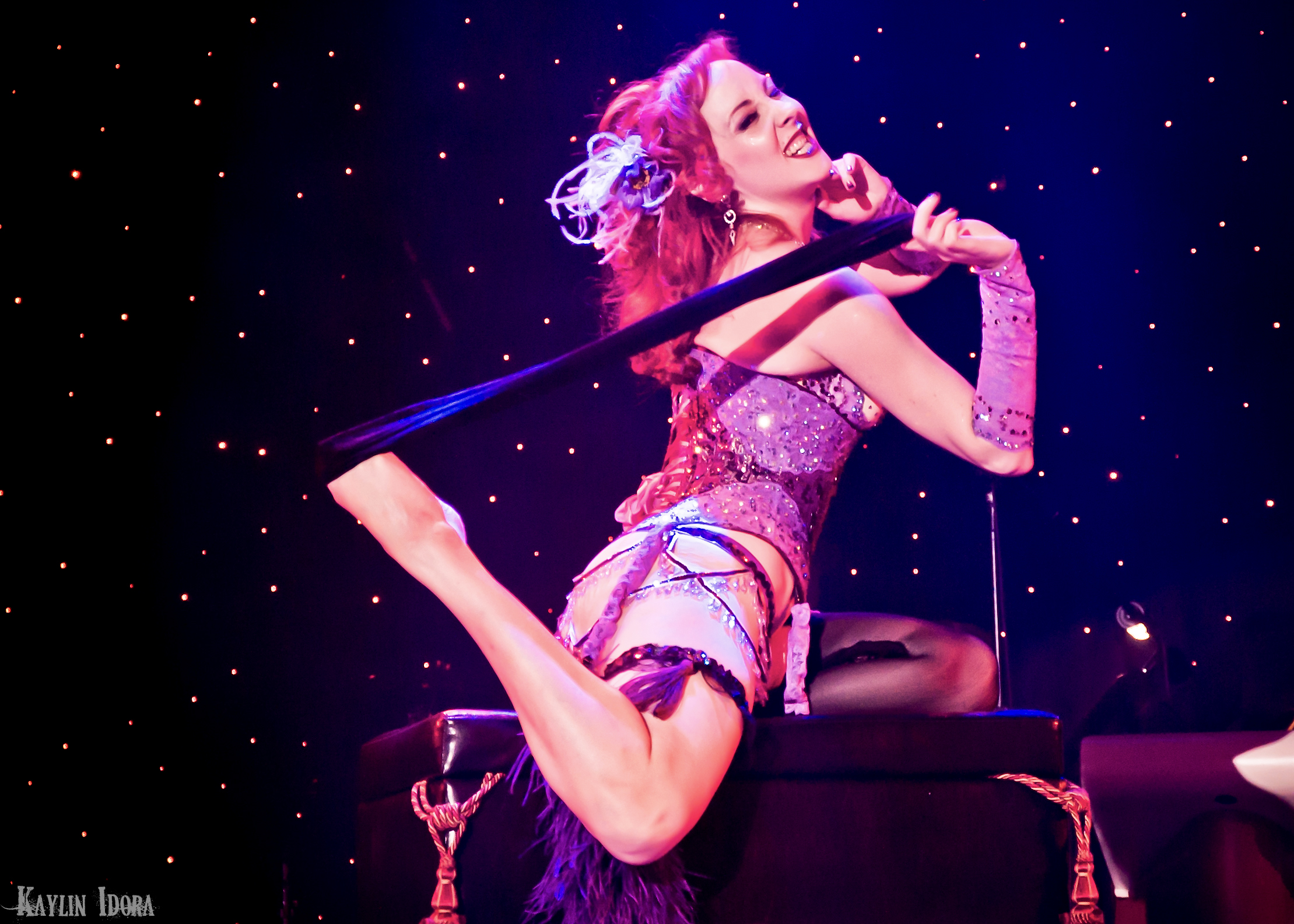
Fragment występu podczas Burlesque Festival w Nowym Orleanie, 2010

Burleska – forma teatralna używająca w ograniczonym zakresie muzyki – głównie recitativo i pieśni, obecnie również muzyki nowoczesnej. Powstała w XVIII wieku jako parodia poważnych tematów, często dzieł operowych lub operetkowych. Słowo burleska wywodzi się od włoskiego burlesco, które z kolei wywodzi się od włoskiego burla – żart, kpina lub krotochwila. Jednym z najbardziej znanych klasycznych programów komediowych w stylu burleski jest Kto jest pierwszy? autorstwa Buda Abbotta i Lou Costello.
W formie burleska nawiązuje do sztuki tzw. plebejskiej, obliczonej na popularność wśród widzów rekrutujących się z klasy robotniczej. Burleska pojawiła się jako odrębna forma sztuki w drugiej połowie XIX wieku w Stanach Zjednoczonych, a jej artystki nazywano British girls. Przedstawienia tej formy burleski miały silnie erotyczne podłoże. Opierała się na grupowych tańcach, śpiewach i skeczach, młodych, skąpo ubranych aktorek. W XX wieku burleskę wzbogacono o striptiz ze względu na coraz bardziej tolerancyjne prawa dotyczące tzw. moralności publicznej, co sprawiło, że obecnie te dwa pojęcia są mylone lub zestawiane obok siebie nie jako kategorie pokrewne, ale jako zamienniki.

## Charakterystyka
Burleska jest formą sztuki wykonywaną przez wszystkie płcie, a także przez osoby łamiące ustalone kanony płci, np. drag queens. Występ burleskowy, tzw. numer, polega zazwyczaj na wykonaniu układu choreograficznego do podkładu muzycznego, ze śpiewem lub bez, przy jednoczesnym stopniowym rozbieraniu się z elementów kostiumu. Często wykorzystywane są różne rekwizyty; charakterystycznymi dla burleski akcesoriami scenicznymi są wachlarze z piór. 
W odróżnieniu od wielu innych form sztuki teatralnej burleska jest otwarta na interakcje z publicznością wychodząca poza przyjmowanie aplauzu — artyści i artystki zapraszają czasem widzów na scenę, ofiarowują widzom drobne podarunki jako element opowiadanej fabuły, lub proszą o symboliczną pomoc w rozebraniu się z kostiumu. Widzowie są także zachęcani do wyrażania swojej aprobaty w formie, która w tradycyjnym teatrze mogłaby zostać uznana za brak kultury; gwizdanie, okrzyki, głośny aplauz w trakcie trwania występu.
Ponieważ burleska wyewoluowała z form sztuki adresowanych do tych warstw społecznych, których nie było stać na bilety wstępu do tradycyjnych teatrów czy opery, w burlesce zawsze pojawiały się elementy subwersyjne w stosunku do panującej w danym okresie moralności czy tolerancji na mniejszości. W związku z tym burleska stała się dyscypliną sztuki, która przyciągała artystów i artystki wywodzące się z mniejszości narodowych, seksualnych czy kulturowych, a także z branży erotycznej; za pionierki, inspiracje dla obecnie występujących osób i największe popularyzatorki burleski są uważane między innymi Bettie Page, modelka BDSM i fetyszowa oraz aktorka pornograficzna, oraz Dita von Teese, która swoją karierę rozpoczynała jako modelka erotyczna i tightlacerka.

## Kontrowersje
Środowisko artystów i artystek burleski jest podzielone w kwestii zagadnienia, czy burleska jest pracą seksualną, czy też nie. Zgodnie z niektórymi definicjami, pracownik seksualny to osoba, której zawód zakłada wykonywanie czynności o jednoznacznie seksualnym lub/erotycznym charakterze, co sugerowałoby, że burleska jest formą pracy seksualnej. Niektóre osoby wykonujące burleskę jednak odżegnują się od takiej formy kategoryzowania, wskazując, że burleska jest formą sztuki, a praca seksualna nie. Inni artyści uważają, że sztuka i praca seksualna nie wykluczają się wzajemnie, a odżegnywanie się od środowiska seks pracowników jest dyskryminujące oraz niezgodne ze stanem faktycznym, np. ze względu na fakt, że częścią burleski jest striptiz, czynność jednoznacznie skojarzona z pracą seksualną. 
Kontrowersyjne jest także pytanie, czy burleska jest formą striptizu; wiele artystek zwłaszcza twierdzi, że rozbierania się w trakcie występu nie można nazwać striptizem, inne — że striptiz jest takim samym elementem występu, jak taniec czy używanie rekwizytów.

## Burleska w Polsce
Burleska i sztuki pokrewne (kabaret, wodewil, rewia) są znane w Polsce od końca XIX w. Jedną z pierwszych udokumentowanych wizji branży burleskowej i jej historii można przeczytać w semiautobiograficznej książce z 1938 r. Strachy autorstwa Marii Ukniewskiej. Podobnie jak w Europie i Ameryce Północnej, burleska straciła na znaczeniu w związku z pojawieniem się telewizji i innych środków masowego przekazu wizualnego, a w momencie zalegalizowania pornografii straciła kolejną część swojej widowni ze względu na to, że przestała być zamiennikiem tejże.
Swoje odrodzenie przeżyła w pierwszej dekadzie XXI wieku, kiedy pierwsze występy tego typu zaczęły być ujmowane w repertuarach polskich klubów i teatrów, a na warszawskiej Pradze pojawił się pierwszy stricte burleskowy klub o nazwie Madame Q. 
Pod koniec drugiej dekady XXI wieku w Polsce działało kilkadziesiąt osób wykonujących burleskę, w tym burleskę klasyczną i neoburleskę, queerleskę (burleskę wykonywaną przez osoby queer i na tematy związane z doświadczeniem bycia osobą queer), goreleskę (burleska o tematyce gore lub horrorowej), boyleskę (burleska wykonywana przez mężczyzn – termin coraz bardziej archaiczny), nerdleskę (burleskę wykorzystującą elementy popkultury, np. uniwersum Marvel czy DC). Burleska bywa także narzędziem protestu lub aktywizmu, np. odnośnie do Strajku Kobiet lub normalizacji menstruacji. W Polsce organizowany jest kontrowersyjny Slavic Burlesque Festival. Kluby burleskowe znajdują się w Warszawie, Białymstoku i Wrocławiu.
Burleska została sportretowana w pierwszym sezonie polskiego serialu Netflixa pod tytułem Sexify (2021) w odcinku 4 oraz w serialu TV Puls Rodzinny interes (2021). Poświęcono jej także serial dokumentalny HBO Max Nago. Głośno. Dumnie (2023) w reżyserii Agnieszki Mazanek i Dellfiny Dellert.

## Galeria

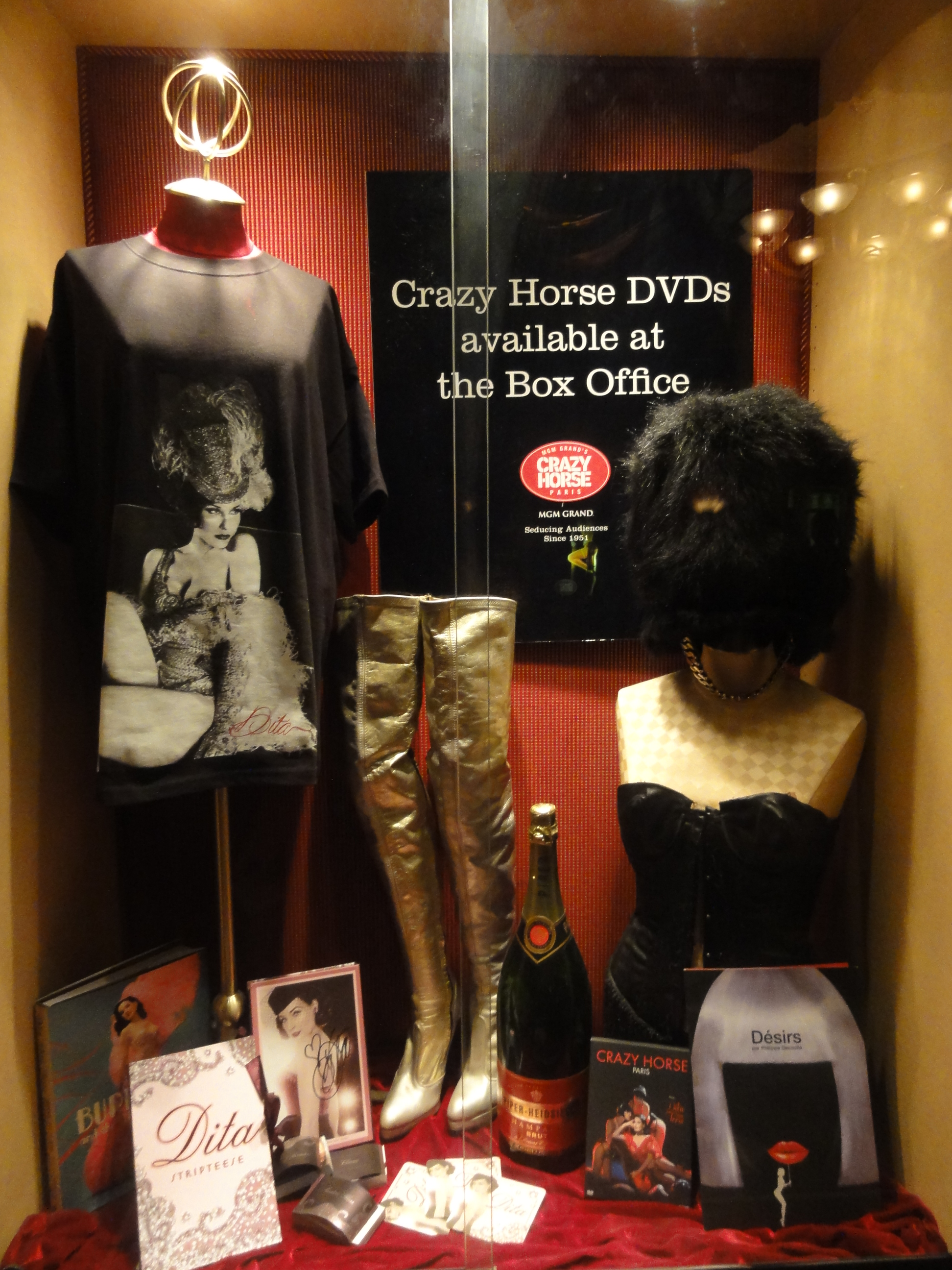
Witryna w klubie burleskowo-kabaretowym Crazy Horse
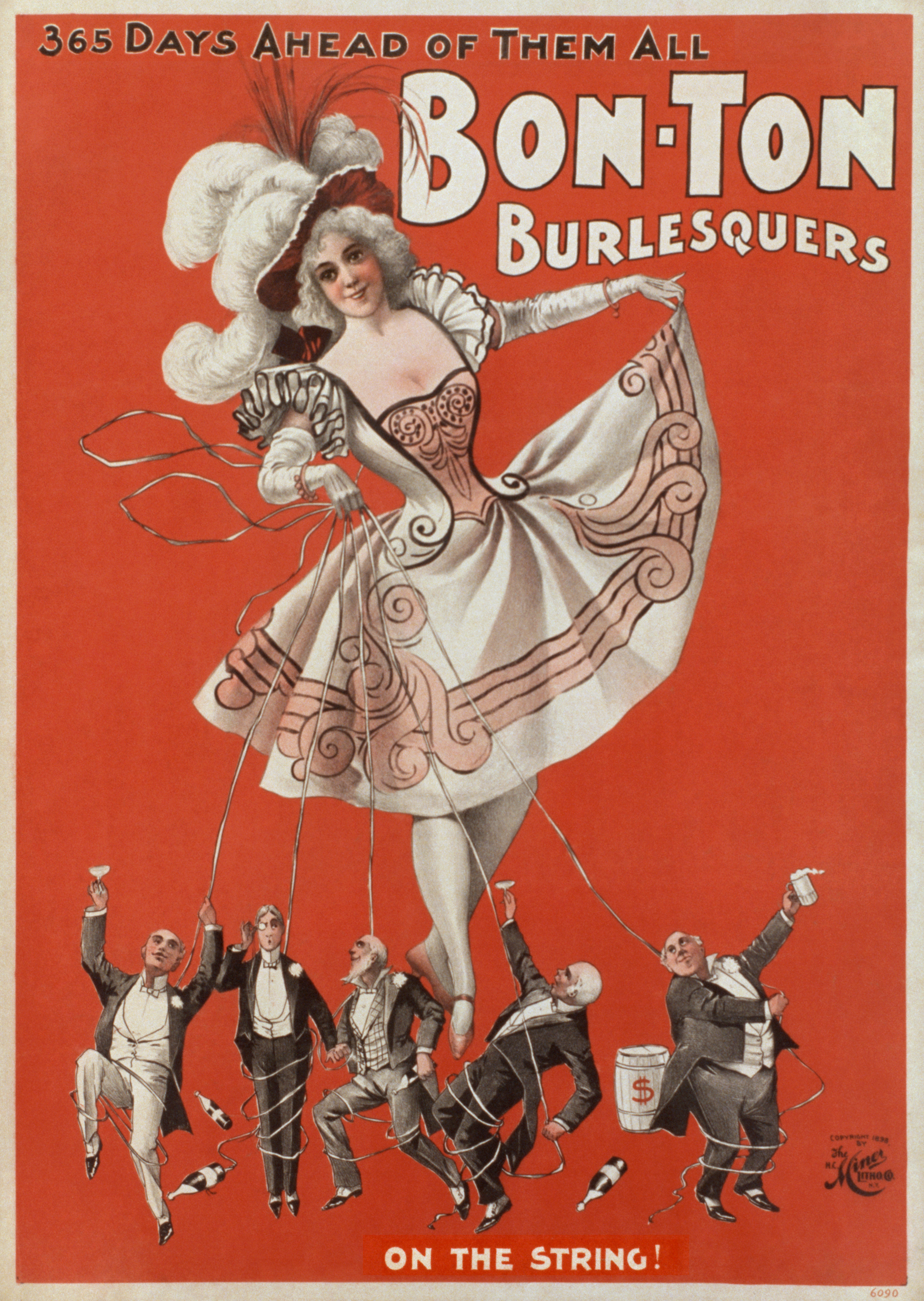
Plakat Bon Ton Burlesques
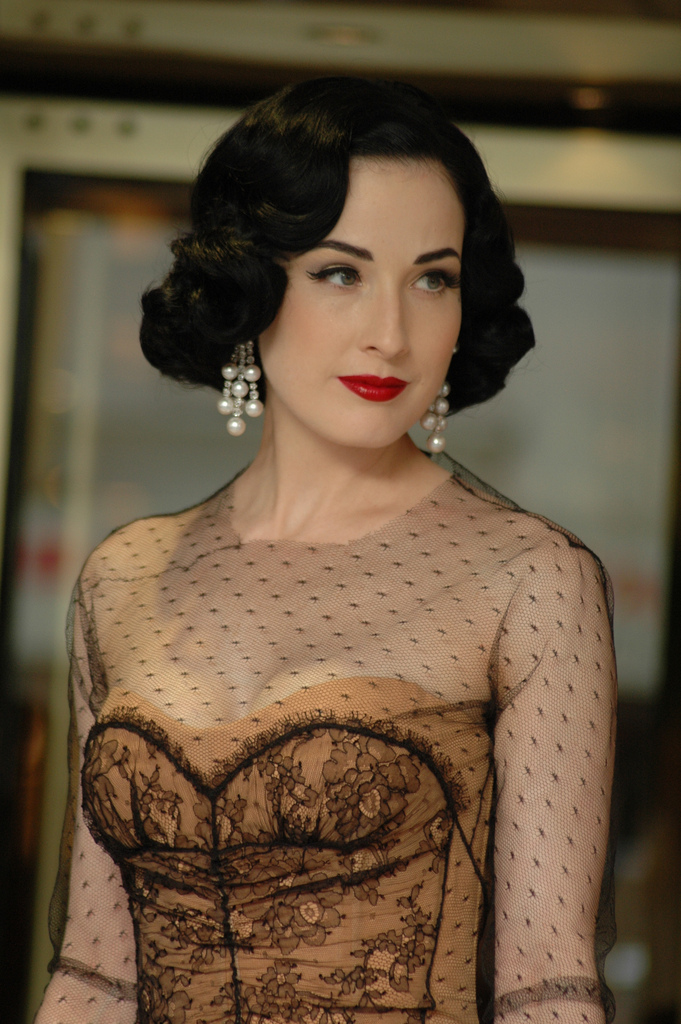
Dita Von Teese - popularyzatorka burleski
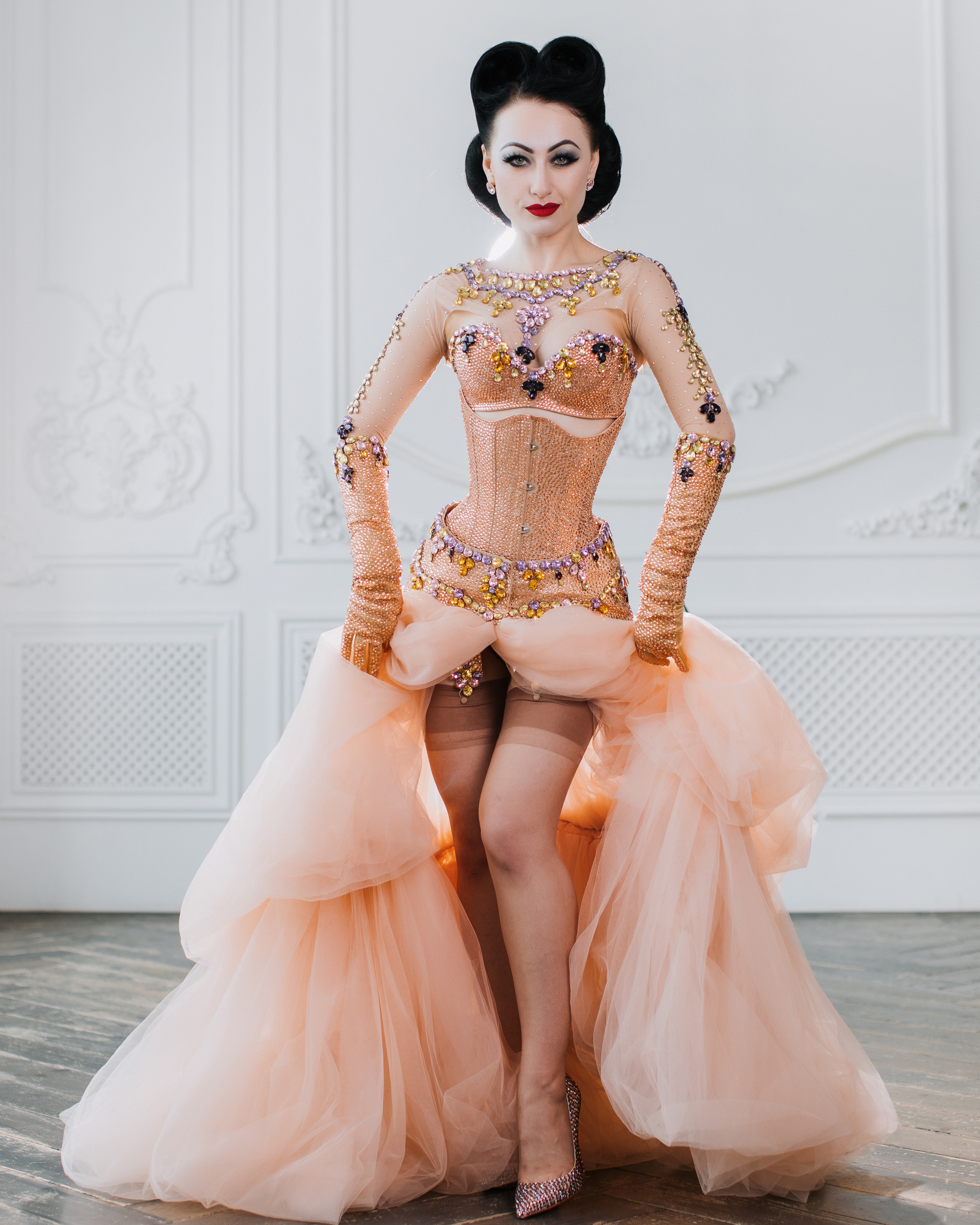
Performerka burleski Katrin Gajndr
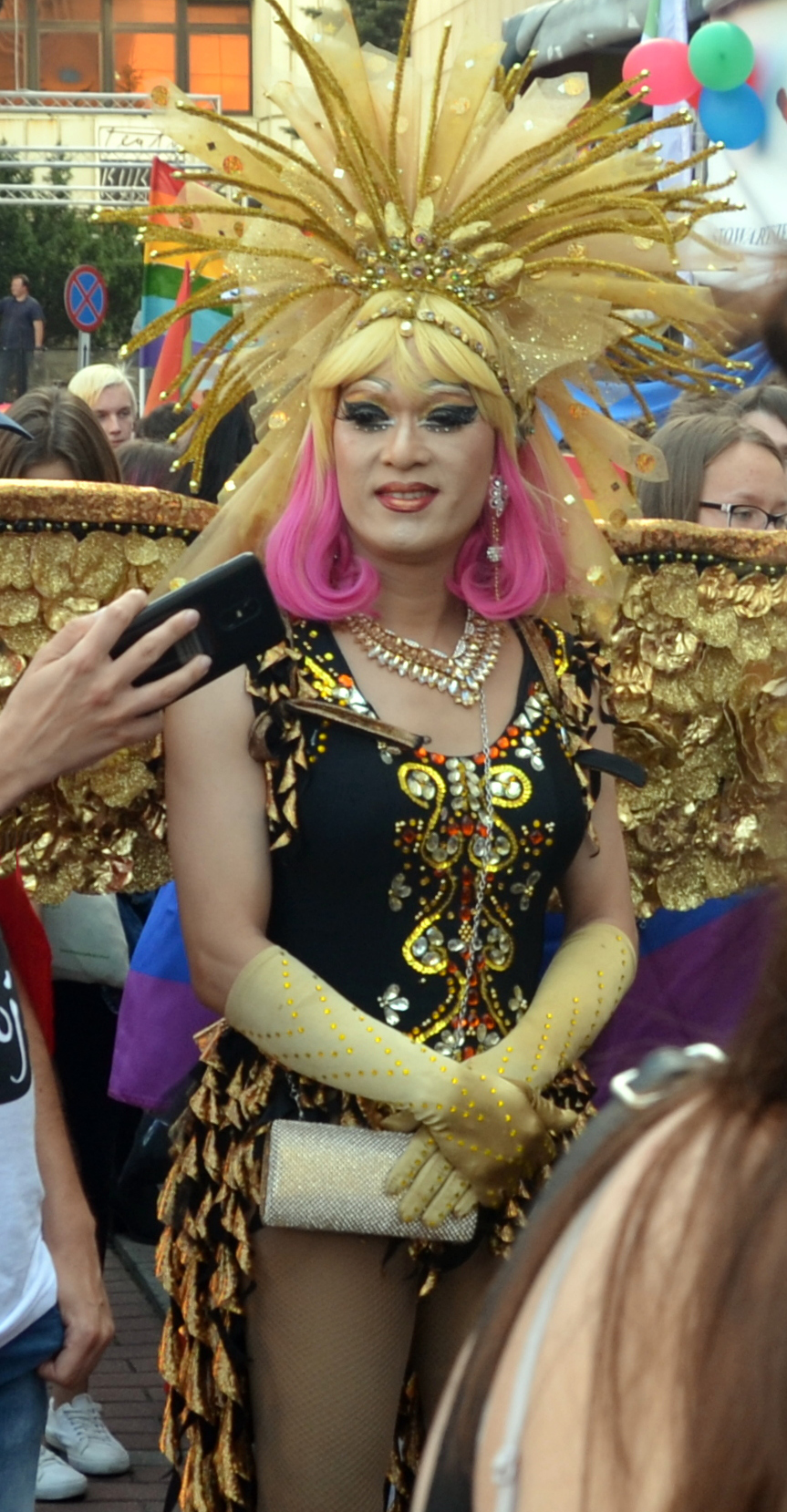
Kim Lee — drag queen, artysta burleski
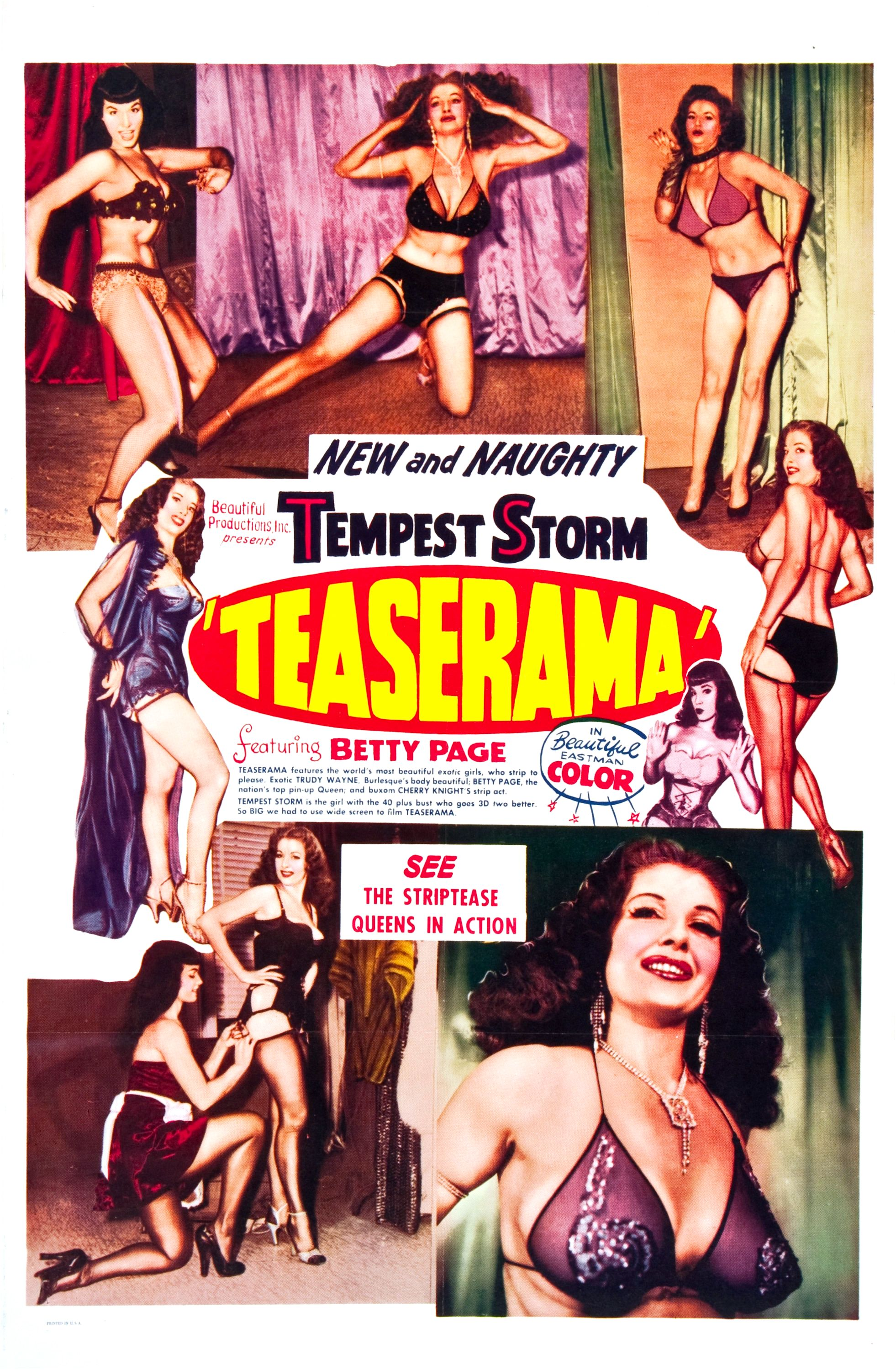
Plakat filmu burleskowego Teaserama
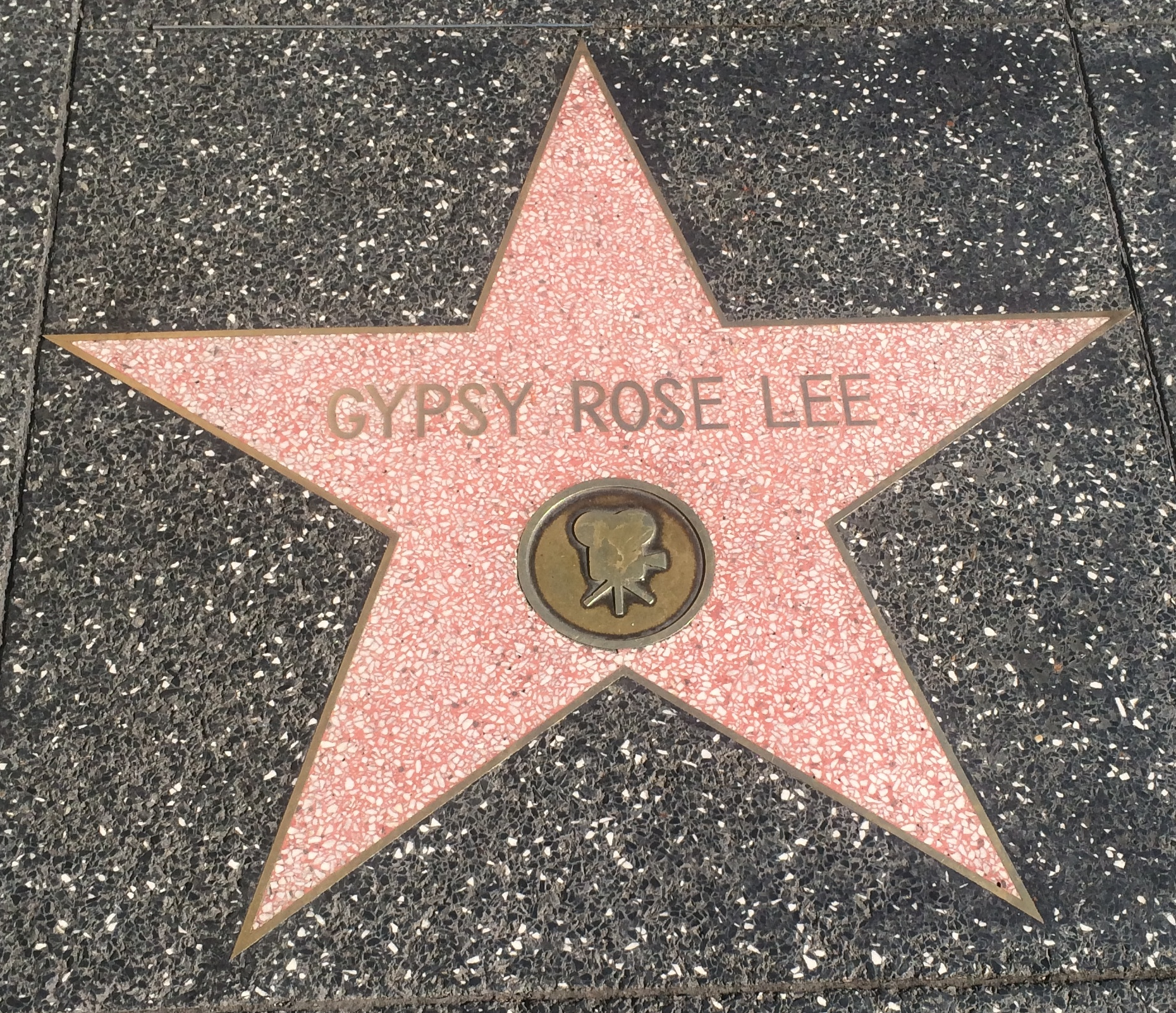
Gwiazda Gypsy Rose Lee
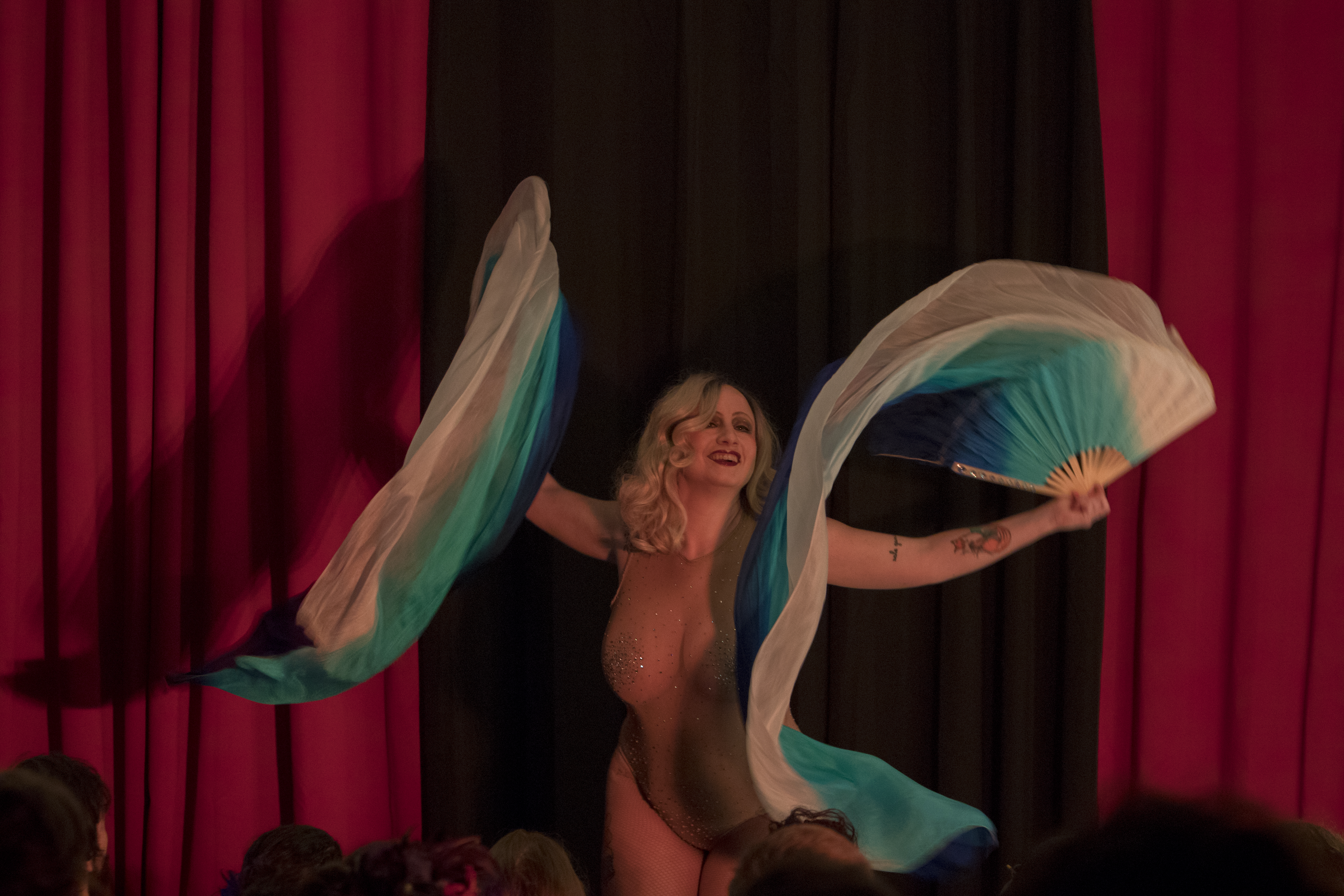
Irrésistible Cabaret
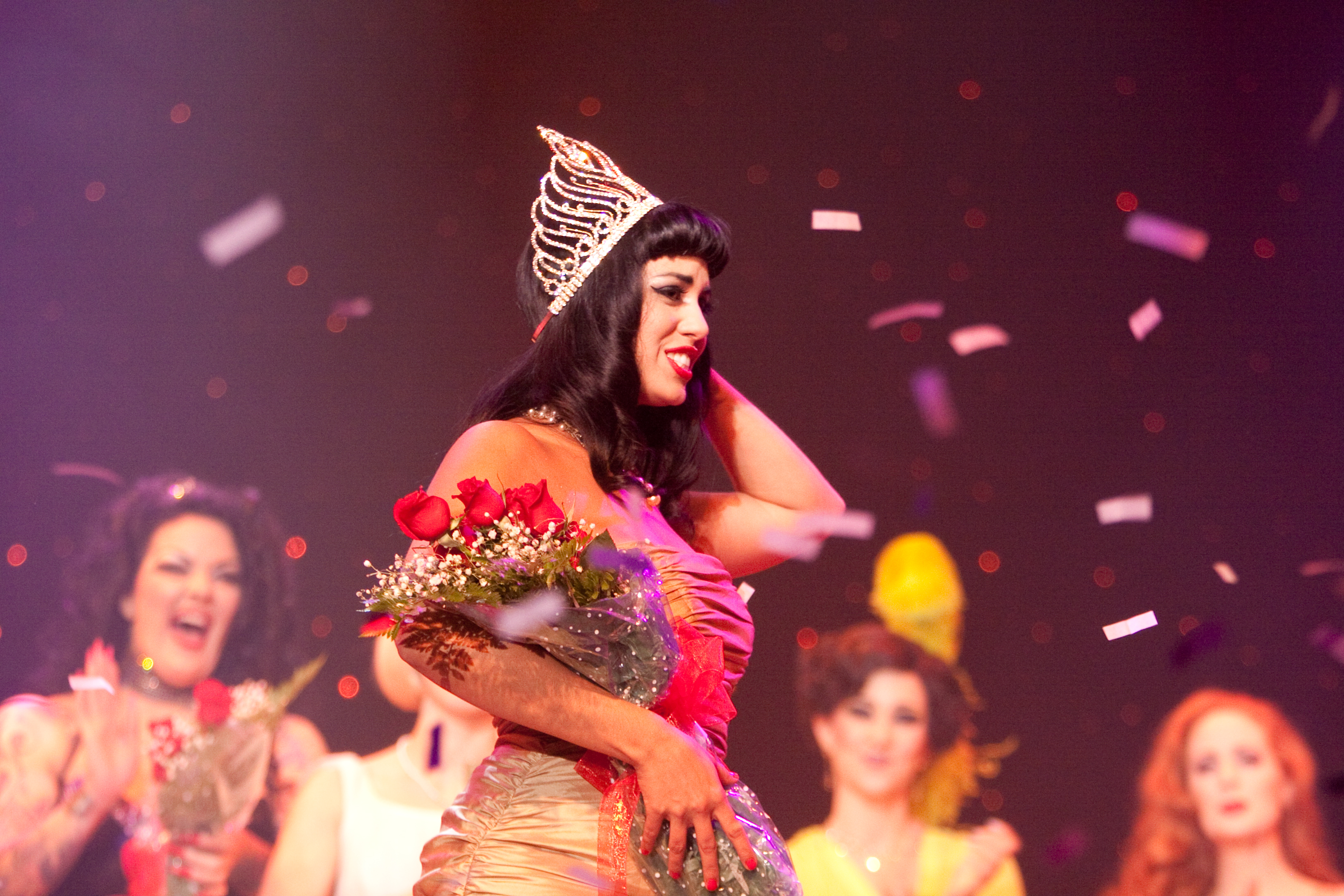
New Orleans Burlesque Festival 2010
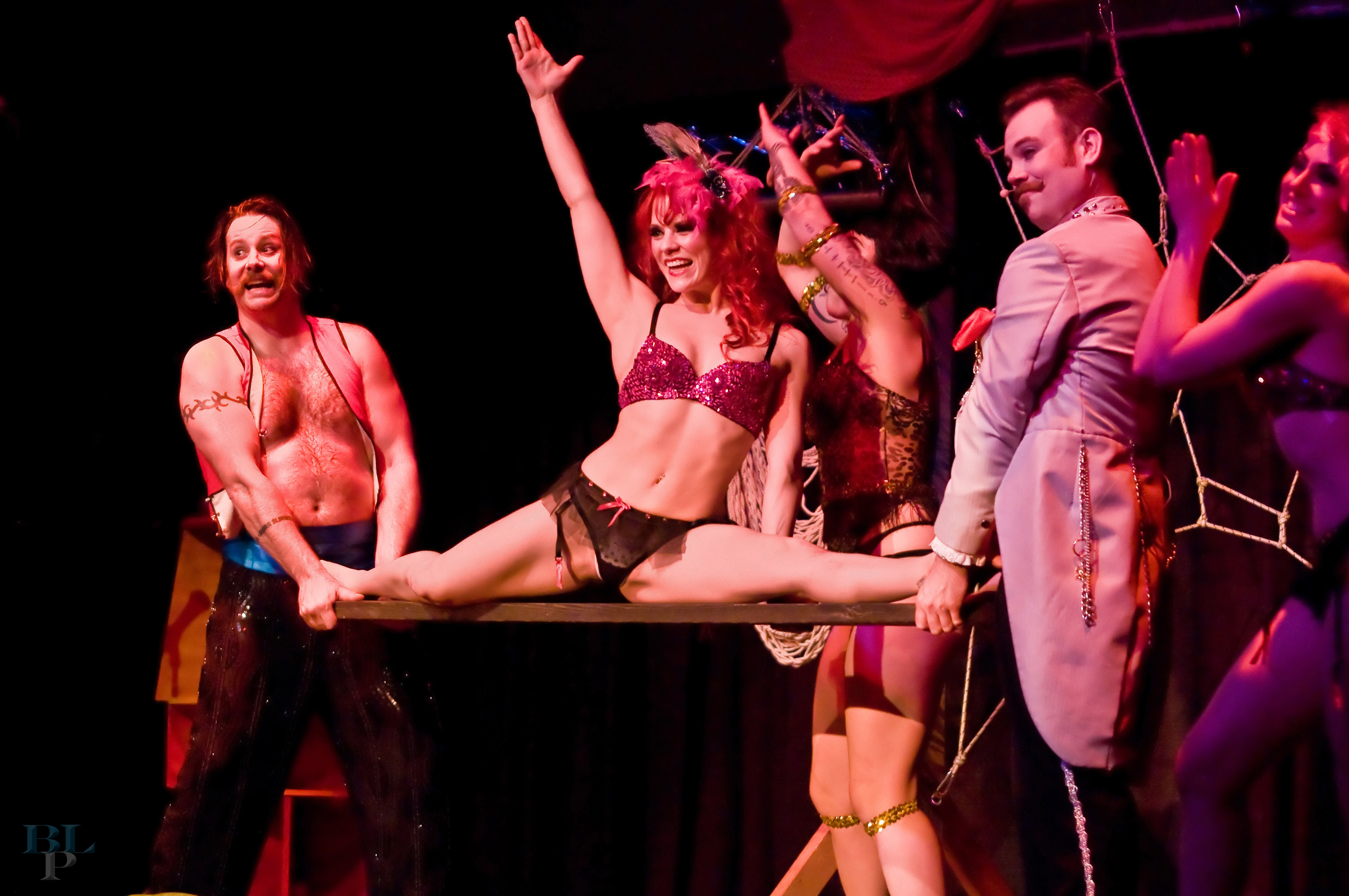
Sex At The Circus Burlesque